# Pseudanthias pulcherrimus
Pseudanthias pulcherrimus là một loài cá biển thuộc chi Pseudanthias trong họ Cá mú. Loài này được mô tả lần đầu tiên vào năm 1986.

## Phân bố và môi trường sống
P. pulcherrimus có phạm vi phân bố rải rác ở Ấn Độ Dương. Loài cá này được tìm thấy tại một số vị trí sau: ngoài khơi Nam Phi; xung quanh Madagascar và các đảo lân cận; Maldives và quần đảo Chagos; quần đảo Andaman. Chúng sống xung quanh các rạn san hô ở độ sâu khoảng 56 m trở lại.

## Mô tả
P. pulcherrimus có chiều dài cơ thể tối đa được ghi nhận là 7,8 cm. Đầu và thân cá đực màu đỏ sẫm; dải dọc màu đỏ cam kéo dài từ gốc vây ngực đến cuống đuôi. Bụng màu hồng nhạt. Vây đuôi xẻ thùy, có màu đỏ sẫm, phần biên có màu trắng hồng. Vây lưng và vây hậu môn màu vàng có viền màu tím nhạt. Vây bụng có màu trắng hoặc lam xám nhạt; viền đỏ tươi. Cá mái có màu hồng, ngoại trừ vây đuôi và mõm màu vàng. Vây lưng màu vàng lục, chóp gai và rìa vây màu tím lam; gai và tia vây màu hồng. Vây bụng và vây hậu môn màu tím trong.
Số gai ở vây lưng: 10; Số tia vây mềm ở vây lưng: 15 - 16; Số gai ở vây hậu môn: 3; Số tia vây mềm ở vây hậu môn: 7; Số gai ở vây bụng: 1; Số tia vây mềm ở vây bụng: 5; Số tia vây mềm ở vây ngực: 17 - 20; Số vảy đường bên: 40 - 45.